# Abbott
|  | Per a altres significats, vegeu «Lyman Abbott». |

Abbott és una població dels Estats Units a l'estat de Texas. Segons el cens del 2000 tenia 300 habitants.

## Demografia
Segons el cens del 2000, Abbott tenia 300 habitants, 124 habitatges, i 89 famílies. La densitat de població era de 199,7 habitants/km².
Dels 124 habitatges en un 29,8% hi vivien nens de menys de 18 anys, en un 62,9% hi vivien parelles casades, en un 6,5% dones solteres, i en un 28,2% no eren unitats familiars. En el 27,4% dels habitatges hi vivien persones soles el 16,9% de les quals corresponia a persones de 65 anys o més que vivien soles. El nombre mitjà de persones vivint en cada habitatge era de 2,42 i el nombre mitjà de persones que vivien en cada família era de 2,97.
Per edats la població es repartia de la següent manera: un 21,3% tenia menys de 18 anys, un 6,7% entre 18 i 24, un 28,3% entre 25 i 44, un 20,3% de 45 a 60 i un 23,3% 65 anys o més.
L'edat mediana era de 40 anys. Per cada 100 dones de 18 o més anys hi havia 88,8 homes.
La renda mediana per habitatge era de 37.917 $ i la renda mediana per família de 55.625 $. Els homes tenien una renda mediana de 38.750 $ mentre que les dones 20.000 $. La renda per capita de la població era de 19.062 $. Aproximadament el 6% de les famílies i el 8,2% de la població estaven per davall del llindar de pobresa.

## Poblacions properes
El següent diagrama mostra les poblacions més properes.